# K. Eric Drexler
Kim Eric Drexler (ur. 25 kwietnia 1955 w Oakland, Kalifornia) – amerykański fizyk, inżynier, transhumanista i futurolog.

## Życiorys
W 1986 r. wydał książkę „Engines of Creation” (Motory tworzenia), w której po raz pierwszy użył słowa nanotechnologia.
Absolwent prestiżowej uczelni Massachusetts Institute of Technology. W 1991 r. obronił tam pierwszy na świecie w dziejach nauki doktorat z nanotechnologii molekularnej, dziedziny, którą sam wymyślił wiele lat wcześniej.